# وزارة القوات المسلحة (فرنسا)
وزارة القوات المسلحة (بالفرنسية: Ministère des Armées)‏، "وزارة الجيوش") هي وزارة في الحكومة الفرنسية مسؤولة عن إدارة القوات المسلحة الفرنسية داخل الأراضي الفرنسية وخارجها. المسؤول عنها هو وزير القوات المسلحة. من عام 1947 حتى عام 2017 كانت تسمى وزارة الدفاع.

## الهيكل
المسؤول عن الوزارة هو وزير القوات المسلحة. يشغل المنصب الحالي سيباستيان ليكورنو منذ عام 2022، وهو المسؤول المباشر أمام رئيس الجمهورية القائد العام للقوات المسلحة الفرنسية.